# Rebecka Teper
Åsa Rebecka Teper, ursprungligen Englund, född 26 juli 1972 i Kungsholms församling i Stockholm, död 8 april 2023 i Hägersten i Stockholms kommun, var en svensk skådespelare.

## Biografi
Teper studerade vid Balettakademin 1988–1992 och vid Kulturama 1995–1996. Hon studerade vidare i New York 1998 där hon läste master classes i tv och film med Robert Burrus vid Stella Adler Conservatory of Acting.
Teper blev känd som skådespelare på 1990-talet med bland annat roller i Rederiet och  Skärgårdsdoktorn. Hon scendebuterade med Judisk konfetti på Judiska teatern 1995. På scen medverkade hon bland annat i Golemteaterns uppsättning av Spelman på taket 1999. På 2000-talet hade Teper roller i bland annat Bonusfamiljen och Beck, men blev framförallt känd för sina insatser i Solsidan, där hon i samtliga säsonger till och med säsong 7 hade rollen som Lussan, Mickans bästa vän.

### Familj
Rebecka Teper var dotter till konstnären Jonas Englund och skådespelaren Basia Frydman. Föräldrarna skilde sig 1978 och Frydman gifte om sig 1982 med skådespelaren Tomas Laustiola.
Rebecka Teper var gift med författaren och musikern Carl-Johan Vallgren fram till sin död. Hon avled 2023 efter en tids sjukdom.

## Filmografi
- 1996 – Rederiet (TV-serie)
- 1996 – Anna Holt – Polis (TV-serie)
- 1997 – Snoken (TV-serie)
- 1997 – Skärgårdsdoktorn (TV-serie)
- 1997 – Pappas flicka (TV-serie)
- 1999 – Ett litet rött paket (TV-serie)
- 2000 – Brottsvåg (TV-serie)
- 2001 – Återkomsten (TV-serie)
- 2001 – Syndare i sommarsol
- 2001 – Gustav III:s äktenskap (TV-serie)
- 2002 – Skilda världar (TV-serie)
- 2002 – Livet i 8 bitar
- 2002 – Hundtricket
- 2002 – Hjälp! Rånare! (TV-serie)
- 2007 – Hjälp! (TV-serie)
- 2009 – Scener ur ett kändisskap
- 2010 – Våra vänners liv (TV-serie)
- 2010–2021 – Solsidan (TV-serie)
- 2011 – Stockholm Östra
- 2012 – Morden i Sandhamn (TV-serie)
- 2013 – Emil & Ida i Lönneberga (röst)
- 2015 – Beck – Rum 302
- 2017 – Solsidan
- 2017–2019 – Bonusfamiljen (TV-serie)
- 2018 – Springfloden (TV-serie)

## Teater

### Roller (ej komplett)
| År   | Roll | Produktion                    | Regi         | Teater      |
| ---- | ---- | ----------------------------- | ------------ | ----------- |
| 2006 |      | Café Problem Marianne Goldman | Ulla Kassius | Kulturhuset |